# Ulcera diabetica

Ulcera diabetica di origine neuropatica

Con ulcera diabetica si intende una lesione di continuo di difficile guarigione spontanea che può interessare, in relazione alla sua importanza e gravità, i tessuti cutanei, sottocutanei ed ossei. 
La sua localizzazione distrettuale più comune è nel piede coinvolgendo in senso disto-prossimale le regioni apicali delle dita, le giunture articolari delle interfalangee, le teste metatarsali (regione plantare), il tallone, le prominenze ossee del mortaio tibio-peroneo-astragalico (caviglia), e la gamba. 
Il coinvolgimento del piede è molto pericoloso per il protrarsi della patologia in quanto spesso si presentano coinvolgimenti dei tessuti sottocutanei ed ossei con infezioni e fistole che possono far sviluppare necrosi settica e relativa amputazione della regione interessata, anche se la ricerca e la tecnologia consentono la realizzazione del trapianto dei tessuti.

## Etiologia
Le ulcere diabetiche si possono distinguere per etiolgia in tre sotto-classi:
- ulcere neuropatiche
- ulcere ischemiche
- ulcere neuro-ischemiche.

Questa distinzione etiologica spesso risulta inappropriata in quanto è molto generica e non fornisce dettagli sullo stato clinico e sulle possibili complicanze che possono essere presenti nell'ulcera diabetica.
Comunque stando a quanto detto prima si definiscono, per convenzione:
- ulcere neuropatiche: le ulcere che presentano un più marcato interessamento del sistema nervoso periferico e quindi un'alterazione della percezione sensitiva del paziente (Solitamente proprio per questo meno dolorose).
- ulcere vasculopatiche: le ulcere che presentano un più marcato interessamento del sistema vascolare, con un coinvolgimento nervoso quasi assente ed estremamente dolorose.
- ulcere neuro-ischemiche: Quelle che presentano etiologicamente, danneggiamento sia nervoso che vascolare (Il loro dolore è ridotto, in proporzione a quanto è coinvolto il danneggiamento dei nervi).